# Rimfrost (TV-serie)
Rimfrost (polska: Szadź) är en polsk kriminal- och dramaserie från 2020 vars första säsong hade premiär 2020. Seriens andra säsong hade premiär i maj 2021 och den tredje säsongen hade premiär i september 2022. Serien visas på C More.

## Handling
Serien kretsar kring den polska småstadspolisen Agnieszka som jagar en seriemördare. Hon inser dock fort att gåtans lösning ligger i hennes eget förflutna. Varken hon själv eller hennes dotter är säkra förrän fallet är löst.

## Rollista (i urval)
- Maciej Stuhr - Piotr Wolnicki
- Aleksandra Popławska - Agnieszka Polkowska
- Anna Cieślak  - Monika Wolnicka
- Bartosz Gelner - Tomasz Mrówiec
- Mirosław Zbrojewicz - Włodzimierz Suzin
- Emma Giegżno - Jola Polkowska